# مارکوس گالوائو
مارکوس گالوائو (انگلیسی: Marcos Galvão؛ زادهٔ ۲۳ ژوئن ۱۹۸۲) ورزشکار هنرهای رزمی ترکیبی اهل برزیل است. وی از سال ۲۰۰۳ میلادی تاکنون مشغول فعالیت بوده‌است.